# لوئیستون (نبراسکا)
لوئیستون(به انگلیسی: Lewiston) شهری در ایالت نبراسکا کشور ایالات متحده آمریکا است که جمعیت آن در سرشماری سال ۲۰۱۰ میلادی، ۶۸ نفر بوده‌است.